# Pierre Le Mousseux
Pierre Le Mousseux est un architecte français, né en mars 1687, mort à Seurre le 9 octobre 1740.
Il est probablement né à Fontainebleau car son père, Pierre Le Mousseux, ou Pierre Mousseux, y était architecte et entrepreneur des bâtiments du roi. Après sa mort, on a retrouvé son acte de baptême daté du 8 mars 1687.

## Biographie
Sa vie est connue pendant les périodes où il a collaboré avec les architectes du roi.
Entre 1716 à 1724, il est en Normandie où il bâtit pour le roi le haras du Pin sous la direction de Robert de Cotte.
Ensuite, de 1725 à 1730, il travaille avec Jacques Gabriel qui l’a choisi comme adjoint pour la reconstruction de la ville de Rennes. Pierre Le Mousseux avait accepté à la demande de l'Intendant de modifier les projets de la tour de l'Horloge de l'architecte du roi pour en diminuer le coût. Ayant découvert ces modifications, Jacques Gabriel a décidé de se séparer de Pierre Le Mousseux et de la remplacer par Joseph Abeille en mai 1730.
Malgré le différend de Rennes, il est appelé à Dijon par Jacques Gabriel pour travailler avec lui sur les palais des Ducs et des États de Bourgogne, en 1733, où il le seconde dans l’édification de l’escalier, la chapelle des Élus et d’une aile du palais. Jacques Gabriel le recommande aux Élus pour la conduite et la surveillance des travaux.
À Dijon, les Élus le chargent de différents travaux comme expert et ingénieur des ponts et chaussées. Il intervient sur la reconstruction du pont de Seurre (1722-1740) de Jacques Gabriel. Il a rédigé les rapports à la suite de l'effondrement du pont au cours des travaux qu'il attribue à la qualité du sol.
D'après le procès-verbal de réception des travaux du palais des États, le 28 avril 1738, montre que Jacques Gabriel est satisfait du travail de son adjoint. Pourtant le prince de Condé, gouverneur de Bourgogne, décide de se séparer de Pierre Le Mousseux, le 29 août 1739. Cela est peut-être dû à la jalousie de deux des protégés du prince, Julien Bonnichon, ingénieur de la Province, et Claude Monseigneur, inspecteur des bâtiments des États, qui n'apprécient pas de voir les Élus l'appeler comme expert.
On a retrouvé dans les archives municipales de Beaune un projet de modification d'un hôtel particulier signé « Mousseux » signé à Dijon le 20 septembre 1738. Ce projet n'a pas abouti.
Le 25 mai 1739, il signe un projet de construction d'une nouvelle salle à l'hôpital de Nuits-Saint-Georges. Il a aussi proposé des dessins des lambris décoratifs.
Un dernier projet connu concerne la flèche de l'église Saint-Benigne de Dijon tombée au cours de l'orage du 17 août 1738. Les plans pour la construction d'un nouveau clocher sont datés du 28 mai 1740. Le plan s'inspire du projet à l'économie qu'il avait fait à la demande de l'Intendant pour la tour de l'Horloge de Rennes.
Il a acheté un domaine à Saint-Seine-sur-Vingeanne, le 18 avril 1740.
Il meurt de maladie le 9 octobre 1740 sur le chantier du pont de Seurre. Il est enterré le lendemain dans l’église Saint-Martin de Seurre.

## Famille
Pierre Le Mousseux est le fils de Pierre Le Mousseux, architecte et entrepreneur des bâtiments du roi à Fontainebleau. Il se marie le 3 mai 1736 avec Jeanne du Russeau, fille et veuve de conseillers du roi maîtres des comptes à Dole. Trois enfants sont nés de cette union, deux filles, Jeanne Catherine et Catherine Rose, en 1737 et 1738, et un garçon, Pierre, en 1739.